# Estadi Nacional de Pequín
L'Estadi Nacional de Pequín (en xinès: 国家体育场/國家體育場, guójiā tǐyùchǎng) va ser l'Estadi Olímpic dels Jocs del 2008 a Pequín, Xina. Fou dissenyat pels  arquitecte suïssos Jacques Herzog i Pierre de Meuron, els mateixos arquitectes que dissenyaren l'Allianz Arena. L'arquitecte i artista xinès Ai Weiwei n'ha estat el conseller artístic.
L'estadi es va construir per acollir 91.000 persones, però un cop finalitzats els Jocs Olímpics es reduirà fins als 80.000.
Sovint és anomenat niu d'ocell a causa de la xarxa d'acer existent a l'exterior i del fet que està cobert per una membrana transparent. L'estadi fa 330 metres de llarg, 220 m d'ample i 69 d'alçada.